# جون دوغلاس (لاعب كرة مضرب)
جون دوغلاس (بالإنجليزية: Jon Douglas) هو لاعب كرة مضرب أمريكي، ولد في 10 سبتمبر 1936 في هت سبرينغز في الولايات المتحدة، وتوفي في 27 يوليو 2010 في برنتوود ‏ في الولايات المتحدة.

## وصلات خارجية
- جون دوغلاس على موقع رابطة محترفي التنس (الإنجليزية)
- جون دوغلاس على موقع الاتحاد الدولي لكرة المضرب (الإنجليزية)
- جون دوغلاس على موقع كأس ديفيز (الإنجليزية)
- جون دوغلاس على موقع بطولة ويمبلدون (الإنجليزية)
- جون دوغلاس على موقع خلاصة التنس.كوم (الإنجليزية)